# Maximino Caballero Ledo
Maximino Caballero Ledo (Mèrida, 1959) és un economista espanyol, prefecte d'Economia de la Santa Seu.
Nascut a Mèrida, ha desenvolupat la seva carrera professional a l'àrea de les finances. Després d'acabar la llicenciatura de Ciències Econòmiques i Empresarials a la Universitat Autònoma de Madrid, va cursar un màster en Administració d'Empreses a l'Escola de Negocis de Barcelona (IESE).
Durant 20 anys va treballar entre Barcelona i València, com a responsable financer de diversos països europeus, Orient Mitjà i Àfrica. L'any 2007 es va traslladar amb la família als Estats Units. Durant la seva estada als Estats Units, Caballero va ocupar diversos llocs de responsabilitat a l'àrea de finances de Baxter Healthcare Inc., una companyia al sector de la salut.
Als Estats Units va residir fins al seu nomenament com a secretari d'Economia de la Santa Seu i trasllat al Vaticà a la segona quinzena d'agost de 2020, quan passà a ocupar el càrrec de secretari de la Secretaria per a l'Economia de la Santa Seu, a les ordres del sacerdot i jesuita español Juan Antonio Guerrero Alves. El novembre del 2022 fou nomenat nou prefecte de la Secretaria per a l'Economia de la Santa Seu, substituint a Guerrero Alves, que ocupava aquest càrrec i que va dimitir per motius de salud. Maximino Caballero està casat i té dos fills, i és el segon laic que ocupa aquest càrrec.